# Prémio Museu Europeu do Ano
O Prémio Museu Europeu do Ano (em inglês:  European Museum of the Year Award, EMYA), é um prémio atribuído anualmente pelo Fórum Europeu dos Museus, sob os auspícios do Conselho da Europa, ao melhor museu que tenha aberto ou sido remodelado nos dois anos anteriores. Foi fundado em 1977 pelo jornalista britânico Kenneth Hudson.

## Prémios atribuídos

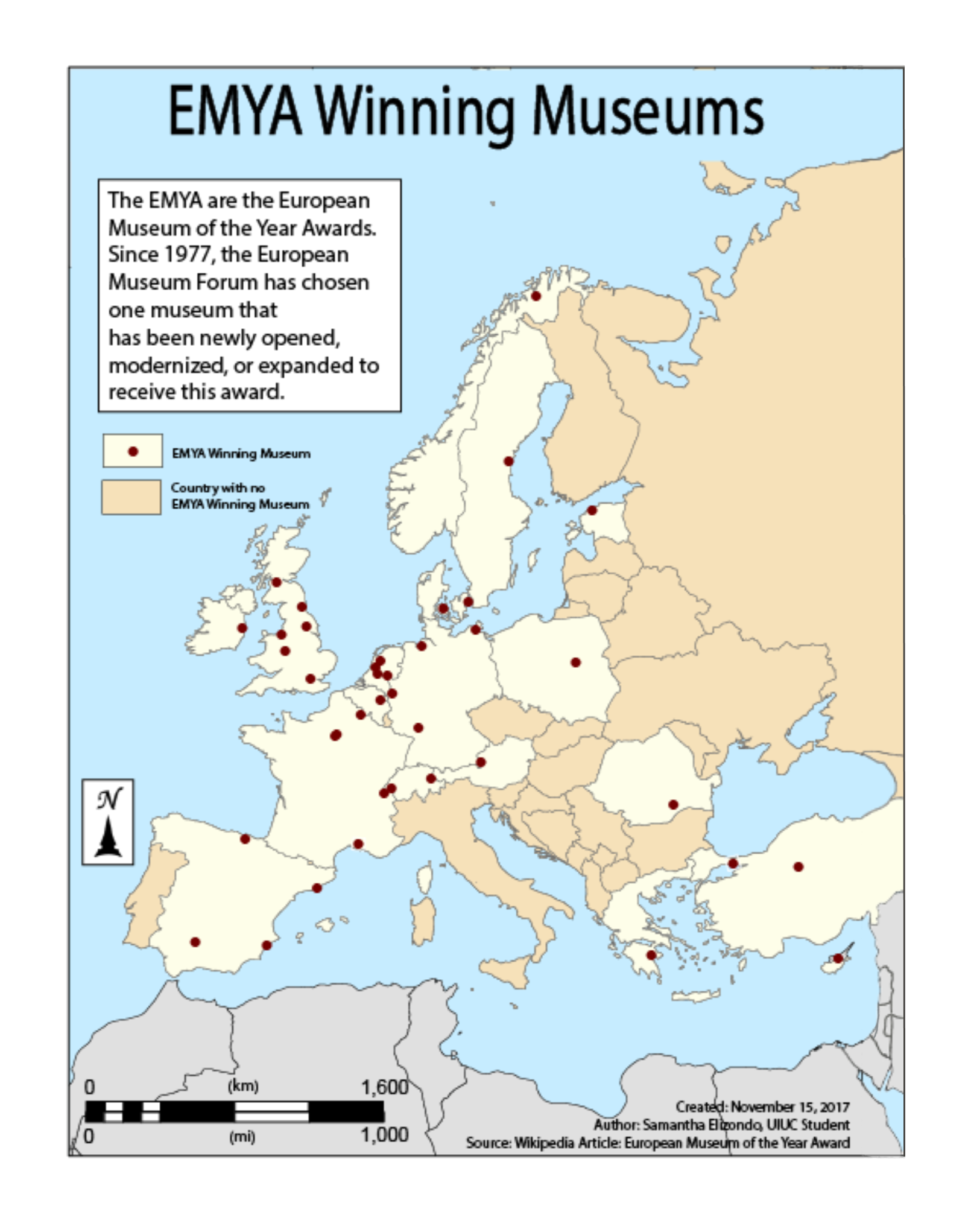
Mapa dos museus vencedores de cada país.

| Ano  | Imagem | Museu                                      | Local               | País               | Referências |
| ---- | ------ | ------------------------------------------ | ------------------- | ------------------ | ----------- |
| 1977 |        | Museu do Desfiladeiro de Ironbridge        | Ironbridge          | Reino Unido        |             |
| 1978 |        | Museu do Schloss de Rheydt                 | Mönchengladbach     | Alemanha Ocidental |             |
| 1979 |        | Museu da Camarga                           | Arles               | França             |             |
| 1980 |        | Museu do Convento de Santa Catarina        | Utreque             | Países Baixos      |             |
| 1981 |        | Fundação Folclórica do Peloponeso          | Náuplia             | Grécia             |             |
| 1982 |        | Museu de Arte e História                   | Saint-Denis         | França             |             |
| 1983 |        | Museu de Sargans                           | Sargans             | Suíça              |             |
| 1984 |        | Museu do Zuiderzee                         | Enkhuizen           | Países Baixos      |             |
| 1986 |        | Museu Medieval de Estocolmo                | Estocolmo           | Suécia             |             |
| 1987 |        | Museu Beamish                              | Stanley             | Reino Unido        |             |
| 1988 |        | Museu de Brandts                           | Odense              | Dinamarca          |             |
| 1989 |        | Museu de Sundsvall                         | Sundsvall           | Suécia             |             |
| 1990 |        | Ecomuseu Regional de Fourmies-Trélon       | Fourmies            | França             |             |
| 1991 |        | Museu Leventis Municipal de Nicósia        | Nicósia             | Chipre             |             |
| 1992 |        | Museu Estatal de Tecnologia e Trabalho     | Mannheim            | Alemanha           |             |
| 1993 |        | Museu de Alta                              | Alta                | Noruega            |             |
| 1994 |        | Museu Nacional da Dinamarca                | Copenhaga           | Dinamarca          |             |
| 1995 |        | Museu Olímpico                             | Lausana             | Suíça              |             |
| 1996 |        | Museu do Camponês Romeno                   | Bucareste           | Roménia            |             |
| 1997 |        | Museu das Civilizações da Anatólia         | Ancara              | Turquia            |             |
| 1998 |        | Centro Nacional de Conservação             | Liverpul            | Reino Unido        |             |
| 1999 |        | Museu Francês do Baralho                   | Issy-les-Moulineaux | França             |             |
| 2000 |        | Museu Guggenheim de Bilbau                 | Bilbau              | Espanha            |             |
| 2001 |        | Museu Nacional Ferroviário                 | Iorque              | Reino Unido        | [ 1 ]       |
| 2002 |        | Biblioteca Chester Beatty                  | Dublim              | Irlanda            | [ 2 ]       |
| 2003 |        | Museu Vitória e Alberto                    | Londres             | Reino Unido        | [ 3 ]       |
| 2004 |        | Museu Arqueológico de Alicante             | Alicante            | Espanha            |             |
| 2005 |        | Museu Aberto dos Países Baixos             | Arnhem              | Países Baixos      |             |
| 2006 |        | CosmoCaixa                                 | Barcelona           | Espanha            |             |
| 2007 |        | Centro Alemão da Emigração                 | Bremerhaven         | Alemanha           |             |
| 2008 |        | Kumu                                       | Taline              | Estónia            |             |
| 2009 |        | Museu de Salzburgo                         | Salisburgo          | Áustria            |             |
| 2010 |        | Ozeaneum                                   | Stralsund           | Alemanha           | [ 4 ]       |
| 2011 |        | Museu Galo-Romano                          | Tongeren            | Bélgica            | [ 5 ]       |
| 2012 |        | Medina Azhara                              | Córdova             | Espanha            |             |
| 2013 |        | Museu de Riverside                         | Glásgua             | Reino Unido        |             |
| 2014 |        | Museu da Inocência                         | Istambul            | Turquia            |             |
| 2015 |        | Museu do Estado                            | Amesterdão          | Países Baixos      |             |
| 2016 |        | Museu POLIN da História dos Judeus Polacos | Varsóvia            | Polónia            |             |
| 2017 |        | Museu Etnográfico de Gebra                 | Genebra             | Suíça              |             |
| 2018 |        | Museu do Desenho                           | Londres             | Reino Unido        | [ 6 ]       |